# Career Girls
Career Girls is een Britse dramafilm uit 1997 onder regie van Mike Leigh.

## Verhaal
Hannah is een luidruchtig meisje met een grote mond. Annie is veeleer verlegen en wordt geplaagd door een huidziekte. Tijdens hun studietijd worden ze vriendinnen. Wanneer ze elkaar jaren later opnieuw ontmoeten, halen ze herinneringen op aan hun studentenjaren.

## Rolverdeling
| Acteur           | Personage      |
| ---------------- | -------------- |
| Katrin Cartlidge | Hannah         |
| Lynda Steadman   | Annie          |
| Kate Byers       | Claire         |
| Mark Benton      | Ricky          |
| Andy Serkis      | Mijnheer Evans |
| Joe Tucker       | Adrian         |
| Margo Stanley    | Man van Ricky  |
| Michael Healy    | Docent         |